# For King & Country

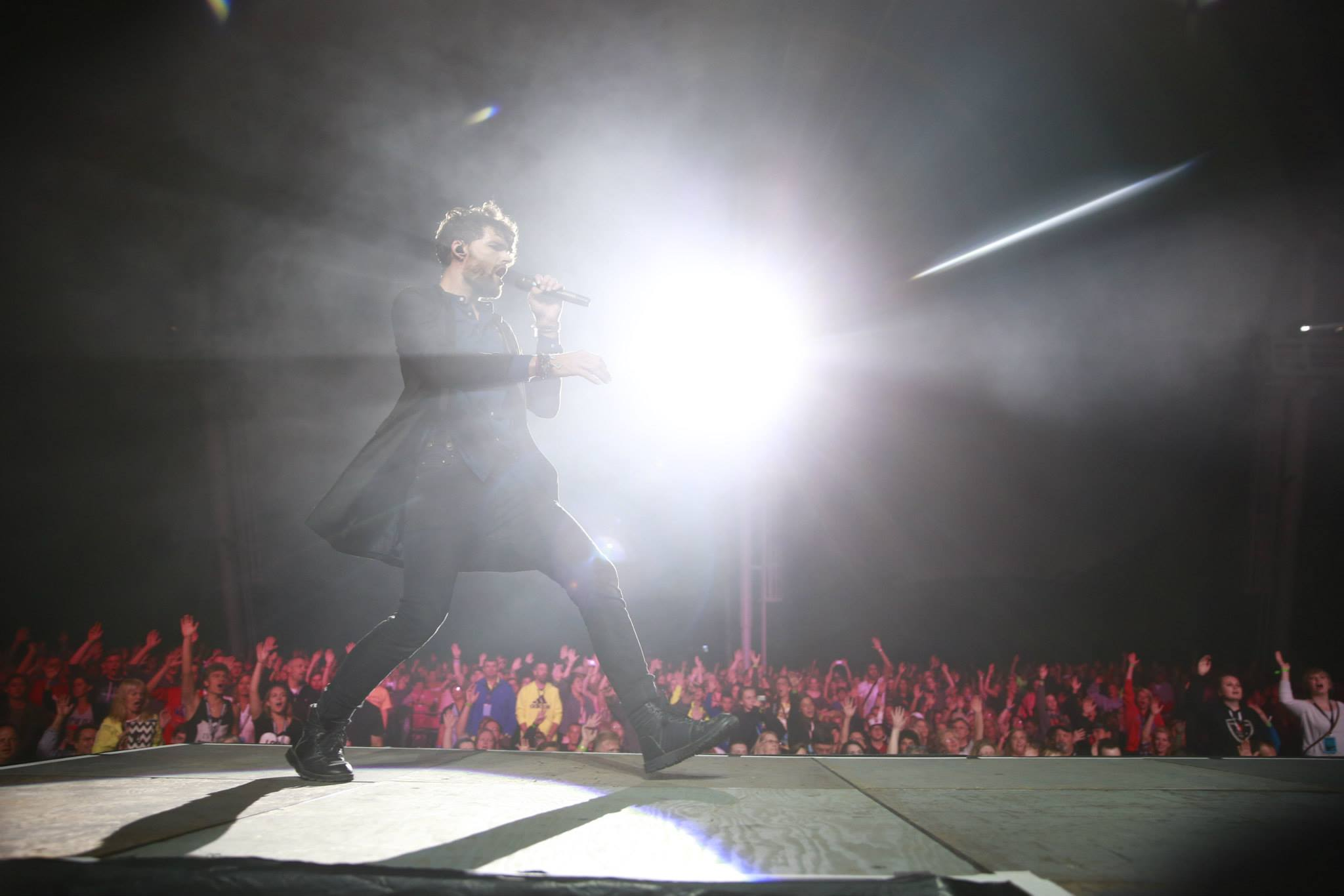
For King & Country (2015)

For King & Country, früher bekannt als Joel & Luke oder auch Austoville, ist eine 2007 von den Australiern Joel und Luke Smallbone in Nashville, Tennessee, gegründete US-amerikanische Band. Die Musik ist dem Genre des Alternative Rock sowie der Contemporary Christian Music zuzuordnen.

## Geschichte
Die Brüder Joel und Luke Smallbone wurden im australischen Sydney geboren, kamen jedoch Anfang der 1990er mit ihrer Familie in die USA. Schon früh waren beide als Musiker und Backgroundsänger für ihre ältere Schwester Rebecca St. James aktiv, ehe sie 2007 ihre eigene Band gründeten. Mit der Umbenennung 2012 in "For King & Country" wurden die Brüder in den USA schnell bekannt, ihr Debütalbum Crave platzierte sich am Veröffentlichungstag auf Platz 2 der Christian-Music-Charts von Billboard und konnte sich 26 Wochen in den Charts halten. Die Band ging unter anderem mit Casting Crowns und Jason Castro auf Tour, nahm gemeinsam mit Lecrae auf und hatte Auftritte in diversen Fernsehshows wie Jimmy Kimmel Live! Songs wurden außerdem in Fernsehsendungen wie Vampire Diaries und Drop Dead Diva verwendet. Des Weiteren tritt die Band auch gemeinsam mit Moriah Peters, Joels Ehefrau, auf. Das 3. Album Burn the Ships kam am 5. Oktober 2018 auf den Markt.

## Diskografie

### Studioalben
| Jahr | Titel                                   | Höchstplatzierung, Gesamtwochen, AuszeichnungChartplatzierungen (Jahr, Titel, Platzierungen, Wochen, Auszeichnungen, Anmerkungen) | Höchstplatzierung, Gesamtwochen, AuszeichnungChartplatzierungen (Jahr, Titel, Platzierungen, Wochen, Auszeichnungen, Anmerkungen) | Höchstplatzierung, Gesamtwochen, AuszeichnungChartplatzierungen (Jahr, Titel, Platzierungen, Wochen, Auszeichnungen, Anmerkungen) | Anmerkungen                                                  |
| Jahr | Titel                                   | CH | US | Christ | Anmerkungen                                                  |
| ---- | --------------------------------------- | --- | --- | --- | ------------------------------------------------------------ |
| 2012 | Crave                                   | — | US128 (1 Wo.)US | Christ4 (64 Wo.)Christ | Erstveröffentlichung: 28. Februar 2012                       |
| 2014 | Run Wild. Live Free. Love Strong.       | — | US13 Gold · (35 Wo.)US | Christ2 (308 Wo.)Christ | Erstveröffentlichung: 16. September 2014 Verkäufe: + 500.000 |
| 2018 | Burn the Ships                          | CH57 (1 Wo.)CH | US7 Platin · (10 Wo.)US | Christ1 (… Wo.)Christ | Erstveröffentlichung: 5. Oktober 2018 Verkäufe: + 1.000.000  |
| 2020 | A Drummer Boy Christmas                 | — | US50 (19 Wo.)US | Christ2 (… Wo.)Christ | Erstveröffentlichung: 30. Oktober 2020                       |
| 2022 | What Are We Waiting For?                | CH81 (1 Wo.)CH | US7 (1 Wo.)US | Christ1 (… Wo.)Christ | Erstveröffentlichung: 11. März 2022                          |
| 2024 | Unsung Hero: The Inspired By Soundtrack | — | — | Christ3 (12 Wo.)Christ | Erstveröffentlichung: 26. April 2024                         |

### Livealben
| Jahr | Titel                        | Höchstplatzierung, Gesamtwochen, AuszeichnungChartplatzierungen (Jahr, Titel, Platzierungen, Wochen, Auszeichnungen, Anmerkungen) | Höchstplatzierung, Gesamtwochen, AuszeichnungChartplatzierungen (Jahr, Titel, Platzierungen, Wochen, Auszeichnungen, Anmerkungen) | Anmerkungen                             |
| Jahr | Titel                        | US | Christ | Anmerkungen                             |
| ---- | ---------------------------- | --- | --- | --------------------------------------- |
| 2017 | Christmas: Live from Phoenix | US184 (2 Wo.)US | Christ5 (32 Wo.)Christ | Erstveröffentlichung: 27. Oktober 2017  |
| 2024 | A Drummer Boy Christmas Live | — | Christ13 (… Wo.)Christ | Erstveröffentlichung: 22. November 2024 |

### EPs
| Jahr | Titel                         | Höchstplatzierung, Gesamtwochen, AuszeichnungChartsChartplatzierungen (Jahr, Titel, Platzierungen, Wochen, Auszeichnungen, Anmerkungen) | Anmerkungen                            |
| Jahr | Titel                         | Christ | Anmerkungen                            |
| ---- | ----------------------------- | --- | -------------------------------------- |
| 2013 | Into the Silent Night: The EP | Christ5 (14 Wo.)Christ | Erstveröffentlichung: 22. Oktober 2013 |

Weitere EPs
- 2008: A Tale of Two Towns: The EP
- 2011: For King & Country: The EP

### Singles
| Jahr | Titel Album                                                           | Höchstplatzierung, Gesamtwochen, AuszeichnungChartplatzierungen (Jahr, Titel, Album, Platzierungen, Wochen, Auszeichnungen, Anmerkungen) | Höchstplatzierung, Gesamtwochen, AuszeichnungChartplatzierungen (Jahr, Titel, Album, Platzierungen, Wochen, Auszeichnungen, Anmerkungen) | Anmerkungen                                                                                |
| Jahr | Titel Album                                                           | US | Christ | Anmerkungen                                                                                |
| --- | --------------------------------------------------------------------- | --- | --- | ------------------------------------------------------------------------------------------ |
| 2011 | Busted Heart (Hold On to Me) Crave                                    | — | Christ3 (27 Wo.)Christ | Erstveröffentlichung: 20. September 2011                                                   |
| 2012 | The Proof of Your Love Crave                                          | US— PlatinUS | Christ8 (29 Wo.)Christ | Erstveröffentlichung: 28. Februar 2012 Verkäufe: + 1.000.000                               |
| 2012 | Baby Boy Into the Silent Night: The EP                                | — | Christ17 (6 Wo.)Christ |                                                                                            |
| 2014 | Fix My Eyes Run Wild. Live Free. Love Strong.                         | US— PlatinUS | Christ3 (31 Wo.)Christ | Erstveröffentlichung: 16. September 2014 Verkäufe: + 1.000.000                             |
| 2015 | Shoulders Run Wild. Live Free. Love Strong.                           | US— GoldUS | Christ4 (33 Wo.)Christ | Erstveröffentlichung: 20. März 2015 Verkäufe: + 500.000                                    |
| 2016 | Glorious Into the Silent Night: The EP                                | — | Christ8 (6 Wo.)Christ | Erstveröffentlichung: 18. November 2016                                                    |
| 2018 | joy. Burn the Ships                                                   | US— PlatinUS | Christ2 (36 Wo.)Christ | Erstveröffentlichung: 18. Mai 2018 Verkäufe: + 1.000.000                                   |
| 2018 | God Only Knows Burn the Ships                                         | US94 ×2Doppelplatin · (1 Wo.)US | Christ2 (62 Wo.)Christ | Erstveröffentlichung: 27. Juli 2018 Verkäufe: + 2.000.000                                  |
| 2018 | Burn the Ships                                                        | US— PlatinUS | Christ3 (47 Wo.)Christ | Erstveröffentlichung: 28. September 2018 Verkäufe: + 1.000.000                             |
| 2020 | Together What Are We Waiting For?                                     | US— GoldUS | Christ2 (26 Wo.)Christ | Erstveröffentlichung: 1. Mai 2020 Verkäufe: + 500.000; feat. Kirk Franklin & Tori Kelly    |
| 2021 | Relate What Are We Waiting For?                                       | — | Christ1 (34 Wo.)Christ | Erstveröffentlichung: 6. August 2021                                                       |
| 2021 | For God Is with Us What Are We Waiting For?                           | — | Christ1 (29 Wo.)Christ | Erstveröffentlichung: 24. September 2021                                                   |
| 2022 | Unsung Hero What Are We Waiting For?                                  | — | Christ12 (… Wo.)Christ | Erstveröffentlichung: 7. Januar 2022                                                       |
| 2022 | Love Me Like I Am What Are We Waiting For?                            | — | Christ2 (44 Wo.)Christ | Erstveröffentlichung: 18. Februar 2022 mit Jordin Sparks                                   |
| 2023 | What Are We Waiting For?                                              | — | Christ5 (… Wo.)Christ | Erstveröffentlichung: 16. Juni 2023                                                        |
| 2023 | Go Tell It on the Mountain A Drummer Boy Christmas                    | — | Christ2 (7 Wo.)Christ | Charteinstieg: 2020 Erstveröffentlichung: 1. Dezember 2023 (Rewrapped) feat. Gabby Barrett |
| 2024 | Place In This World Unsung Hero: The Inspired By Soundtrack           | — | Christ11 (26 Wo.)Christ | Erstveröffentlichung: 19. Januar 2024 mit Michael W. Smith                                 |
| 2024 | I Still Believe –                                                     | — | Christ26 (2 Wo.)Christ | Erstveröffentlichung: 1. März 2024 mit Lecrae                                              |
| 2024 | To Hell With The Devil (Rise) Unsung Hero: The Inspired By Soundtrack | — | Christ44 (1 Wo.)Christ | Erstveröffentlichung: 5. April 2024 mit Lecrae & Stryper                                   |
| 2024 | Silent Night (Rewrapped) –                                            | — | Christ6 (4 Wo.)Christ | Erstveröffentlichung: 4. Oktober 2024                                                      |
| Folgende Lieder erschienen nicht als Single, wurden aber durch das Album zum Download und Streaming bereitgestellt und konnten somit eine Platzierung erlangen: |                                                                       | | |                                                                                            |
| |                                                                       | | |                                                                                            |
| 2013 | Middle of Your Heart Crave                                            | — | Christ16 (21 Wo.)Christ |                                                                                            |
| 2013 | Hope Is What We Crave Crave                                           | — | Christ21 (20 Wo.)Christ |                                                                                            |
| 2014 | Angels We Have Heard on High Into the Silent Night: The EP            | — | Christ20 (4 Wo.)Christ |                                                                                            |
| 2014 | Without You Run Wild. Live Free. Love Strong.                         | — | Christ27 (2 Wo.)Christ | feat. Courtney                                                                             |
| 2015 | Run Wild Run Wild. Live Free. Love Strong.                            | — | Christ37 (2 Wo.)Christ | feat. Andy Mineo                                                                           |
| 2016 | It’s Not Over Yet Run Wild. Live Free. Love Strong.                   | — | Christ5 (32 Wo.)Christ |                                                                                            |
| 2016 | Priceless Run Wild. Live Free. Love Strong. (Deluxe)                  | US— GoldUS | Christ3 (40 Wo.)Christ | Verkäufe: + 500.000                                                                        |
| 2017 | O God Forgive Us Run Wild. Live Free. Love Strong.                    | — | Christ14 (26 Wo.)Christ | feat. KB                                                                                   |
| 2018 | Little Drummer Boy (Live from Phoenix) Christmas: Live from Phoenix   | — | Christ4 (11 Wo.)Christ |                                                                                            |
| 2018 | Pioneers Burn the Ships                                               | — | Christ27 (9 Wo.)Christ | feat. Moriah & Courtney                                                                    |
| 2018 | Fight On, Fighter Burn the Ships                                      | — | Christ29 (3 Wo.)Christ |                                                                                            |
| 2018 | Little Drummer Boy (Rewrapped) Burn the Ships                         | — | Christ45 (3 Wo.)Christ |                                                                                            |
| 2020 | Little Drummer Boy (2020) A Drummer Boy Christmas                     | — | Christ6 (9 Wo.)Christ |                                                                                            |
| 2020 | O Come O Come Emmanuel A Drummer Boy Christmas                        | — | Christ9 (8 Wo.)Christ | feat. Needtobreathe                                                                        |
| 2020 | Do You Hear What I Hear? A Drummer Boy Christmas                      | US— GoldUS | Christ4 (4 Wo.)Christ | Verkäufe: + 500.000                                                                        |
| 2020 | Joy to the World (2020) A Drummer Boy Christmas                       | — | Christ36 (4 Wo.)Christ |                                                                                            |
| 2020 | Heavenly Hosts A Drummer Boy Christmas                                | — | Christ16 (6 Wo.)Christ |                                                                                            |
| 2021 | Amen Burn the Ships                                                   | US— GoldUS | Christ5 (39 Wo.)Christ | Verkäufe: + 500.000                                                                        |
| 2022 | Broken Halos What Are We Waiting For?                                 | — | Christ37 (1 Wo.)Christ |                                                                                            |
| 2022 | Angels We Have Heard On High (2020) A Drummer Boy Christmas+          | — | Christ22 (4 Wo.)Christ | Charteinstieg: 17. Dezember 2020                                                           |
| 2022 | O Come All Ye Faithful A Drummer Boy Christmas+                       | — | Christ32 (3 Wo.)Christ | Charteinstieg: 24. Dezember 2020                                                           |
| 2022 | Silent Night A Drummer Boy Christmas+                                 | — | Christ38 (2 Wo.)Christ | Charteinstieg: 24. Dezember 2020                                                           |
| 2024 | You Make Everything Beautiful Unsung Hero: The Inspired By Soundtrack | — | Christ29 (4 Wo.)Christ | mit Rebecca St. James                                                                      |

### Gastbeiträge
| Jahr | Titel Album        | Höchstplatzierung, Gesamtwochen, AuszeichnungChartsChartplatzierungen (Jahr, Titel, Album, Platzierungen, Wochen, Auszeichnungen, Anmerkungen) | Anmerkungen                                                                       |
| Jahr | Titel Album        | Christ | Anmerkungen                                                                       |
| --- | ------------------ | --- | --------------------------------------------------------------------------------- |
| 2021 | Kingdom Come       | Christ34 (15 Wo.)Christ | Erstveröffentlichung: 22. Oktober 2021 Rebecca St. James feat. For King & Country |
| Folgende Lieder erschienen nicht als Single, wurden aber durch das Album zum Download und Streaming bereitgestellt und konnten somit eine Platzierung erlangen: |                    | |                                                                                   |
| |                    | |                                                                                   |
| 2014 | Messengers Anomaly | Christ20 (24 Wo.)Christ | Lecrae feat. For King & Country                                                   |

## Auszeichnungen
Im Dezember 2012 wurde das Album Crave bei iTunes zum Breakthrough Christian & Gospel Album of 2012 gekürt und auf den dem 2013 verliehenen K-LOVE Fan Awards als "Breakthrough Artist of the Year". ausgezeichnet. Bei den Grammy Awards war die Band 2015 und 2020 je zweimal erfolgreich.
Grammy Awards
| Jahr | Auszeichnung                                                                                   | Ergebnis  |
| ---- | ---------------------------------------------------------------------------------------------- | --------- |
| 2015 | Best Contemporary Christian Music Album (Run Wild. Live Free. Love Strong.)                    | Gewonnen  |
| 2015 | Best Contemporary Christian Music Performance/Song (Messengers gemeinsam mit Lecrae)           | Gewonnen  |
| 2017 | Best Contemporary Christian Music Performance / Song (Priceless)                               | Nominiert |
| 2019 | Best Contemporary Christian Music Performance / Song (Joy)                                     | Nominiert |
| 2020 | Best Contemporary Christian Music Album (Burn the Ships)                                       | Gewonnen  |
| 2020 | Best Contemporary Christian Music Performance/Song (God Only Knows gemeinsam mit Dolly Parton) | Gewonnen  |

GMA Dove Awards
| Jahr | Auszeichnung                                                              | Ergebnis  |
| ---- | ------------------------------------------------------------------------- | --------- |
| 2013 | Song of the Year ("The Proof of Your Love")                               | Nominiert |
| 2013 | Contemporary Christian Performance ("The Proof of Your Love")             | Nominiert |
| 2013 | Pop/Contemporary Album of the Year (Crave)                                | Nominiert |
| 2013 | Rap/Hip-Hop Song of the Year ("Caught Dreaming" gemeinsam mit Andy Mineo) | Nominiert |
| 2013 | New Artist of the Year                                                    | Gewonnen  |
| 2013 | Short Form Music Video of the Year ("The Proof of Your Love")             | Nominiert |
| 2014 | Song of the Year ("Fix My Eyes")                                          | Nominiert |
| 2014 | Contemporary Christian Performance of the Year ("Fix My Eyes")            | Nominiert |
| 2015 | Contemporary Christian Artist of the Year                                 | Gewonnen  |
| 2015 | Artist of the Year                                                        | Nominiert |
| 2015 | Pop/Contemporary Album of the Year (RUN WILD. LIVE FREE. LOVE STRONG.)    | Gewonnen  |
| 2016 | Contemporary Christian Artist of the Year                                 | Gewonnen  |
| 2017 | Artist of the Year                                                        | Nominiert |
| 2017 | Pop/Contemporary Recorded Song of the Year ("Priceless")                  | Nominiert |
| 2017 | Inspirational Film of the Year                                            | Nominiert |